# کنی رولینز

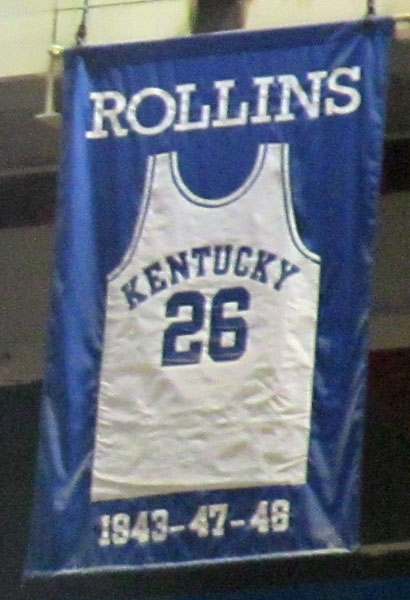
یادبود رولینز در استادیوم «راپ آرنا» - کنتاکی

کنی رولینز (انگلیسی: Kenneth Herman "Kenny" Rollins؛ زاده ۱۴ سپتامبر ۱۹۲۳ درگذشته ۹ اکتبر ۲۰۱۲) یک بازیکن بسکتبال اهل ایالات متحده آمریکا بود.